# Шпаньково
Шпанько́во (фин. Spankkova) — деревня в Гатчинском муниципальном округе Ленинградской области.

## История
Впервые упоминается в Писцовой книге Водской пятины 1500 года как сельцо Ходгостицы в Богородицком Дягелинском погосте Копорского уезда.
Затем как пустошь Podgostilitzi Ödhe в Дягиленском погосте в шведских «Писцовых книгах Ижорской земли» 1618—1623 годов.
Местная лютеранская община была образована в 1640-е годы, но первоначально центр прихода находились в селе Тяглино, а сам приход назывался швед. Deglina (фин. Tääkeli).
На карте Ингерманландии А. И. Бергенгейма, составленной по шведским материалам 1676 года, на месте современного Шпанькова обозначено село Pogostilits.
На шведской «Генеральной карте провинции Ингерманландии» 1704 года село названо Podogostilits и при нём обозначена кирха.
Кирха Шпанкинская упоминается на «Карте Ямбургского, Капорского, Псковского, Новгородского и Гдовского уездов» 1705 года.
Версий появления названия Шпаньково две:
- По одной из них в начале XVIII века некий русский князь Шпаньков (или Шпаньковский) построил здесь на свои средства деревянную церковь, брёвна для которой доставлялись из принадлежащего ему Верепинского леса, в честь него село стали называть Шпаньково[8].
- По другой, народной версии, название происходит от слова «шпанское» — якобы это испанское селение, пожалованное вышедшим в отставку испанцам на русской службе при императрице Екатерине II.

В 1731 году центр прихода Спанккова (фин. Spankkova) был перенесён из Тяглино в село Шпаньково.
По данным Ингерманландского межевания в 1748 году земли деревни Шпаньково Вздылицкой мызы принадлежали князю Ю. Одоевскому, гвардии подпоручику П. М. Преклонскому и князю Путятину.
В 1745 году в 7 км от Шпаньковской кирхи было выделено 212 десятин земли под пасторат.
В 1770 году уже как село Шпансково селение упоминается на карте Я. Ф. Шмидта, что косвенно подтверждает народную этимологию «шпанское» — «Шпансково».
По данным 1802 года деревня Шпаньково Дылицкой мызы принадлежала коллежскому советнику Петру Астафьевичу Фрейгангу.
На «Топографической карте окрестностей Санкт-Петербурга» Ф. Ф. Шуберта 1831 года упомянуты пять смежных деревень: Шпанкова из 13 дворов, Кирошна из 3 дворов и в ней кирха Шпанковская, Масловская Адуевская из 5 дворов, Старая Шпанкова из 8 дворов и Новая Шпанкова из 11 дворов.
В течение 1827—1833 годов велось строительство каменной кирхи святой Марии. Она была освящена 7 марта 1833 года и вмещала 470 прихожан.
Согласно 8-й ревизии 1833 года мыза и деревня Шпанково принадлежали жене статского советника В. С. Крыловой.

ШПАНКОВА — мыза и деревня, принадлежит действительной статской советнице Бутковой, число жителей по ревизии: 19 м. п., 18 ж. 

ШПАНКОВА — деревня принадлежит генерал-майору Шкурину, число жителей по ревизии: 27 м. п., 28 ж. п.
 
НОВО-ШПАНКОВА — деревня принадлежит генерал-майору Шкурину, число жителей по ревизии: 14 м. п., 14 ж. п.
 
СТАРО-ШПАНКОВА — деревня принадлежит генерал-майору Шкурину, при деревне сей каменная лютеранская церковь во имя Св. Марии, число жителей по ревизии: 13 м. п., 12 ж. п. 
(1838 год)

Согласно картам Ф. Ф. Шуберта  и С. С. Куторги с 1844 по 1852 год Шпаньково представляло собой агломерацию пяти смежных деревень: Шпанкова, Старая Шпанкова, Новая Шпанкова, Шпанковская Малая и Шпанковская Масловская.
На этнографической карте Санкт-Петербургской губернии П. И. Кёппена 1849 года они обозначены как единое село «Spanko», расположенное в ареале расселения савакотов. В пояснительном тексте к этнографической карте Шпаньково записано как четыре слободы: 
- Spanko, 3 Ssloboden (Шпанкова, три слободы), количество жителей на 1848 год: савакотов — 46 м. п., 41 ж. п., всего 87 человек. Первая слобода называется Lonski, вторая — Dillitz, третья — Masslowa, а та часть Шпанково в которой находится лютеранская церковь, называется Старо-Шпанково
- Spanko, die 4te Ssloboda (Шпанкова, четвёртая слобода), количество жителей на 1848 год: савакоты — 6 м. п., 9 ж. п., всего 15 человек; ижоры — 7 м. п., 9 ж. п., всего 16 человек, в той части деревни Шпанкова, которую называют Адуевская.

Ижоры относились к православному Дылицкому Владимирскому приходу, савакоты — к лютеранскому приходу Спанккова
Согласно 9-й ревизии 1850 года мыза Шпаньково, деревни Старое Шпаньково и Новое Шпаньково принадлежали жене тайного советника Х. И. Бутковой. Кроме того, деревня Ново-Шпанькова принадлежала генералу Шкурину.

ШПАНКОВО МАЛОЕ — деревня госпожи Бутковой, по просёлочной дороге, число дворов — 4, число душ — 8 м. п.

ШПАНКОВО БОЛЬШОЕ — деревня госпожи Бутковой, по просёлочной дороге, число дворов — 11, число душ — 29 м. п. 

ШПАНКОВО НОВОЕ — деревня княгини Трубецкой, по просёлочной дороге, число дворов — 5, число душ — 10 м. п.

ШПАНКОВО СТАРОЕ — деревня княгини Трубецкой, по просёлочной дороге, число дворов — 2, число душ — 6 м. п. 

ШПАНКОВО — деревня княгини Трубецкой, по просёлочной дороге, число дворов — 7, число душ — 24 м. п. (1856 год)

На «Топографической карте частей Санкт-Петербургской и Выборгской губерний» 1860 года обозначены три деревни: Шпанкова из 12, Старая Шпанкова из 2 и Новая Шпанкова из 6 крестьянских дворов. Рядом с кирхой располагался кабак, а на железной дороге — остановочный пункт Кирка Шпанковская.

ШПАНЬКОВО (АДУЕВСКАЯ) — мыза владельческая при колодце, число дворов — 3, число жителей: 6 м. п., 7 ж. п.

ШПАНЬКОВО (МАСЛОВСКОЕ) — деревня владельческая при колодцах, число дворов — 12, число жителей: 28 м. п., 30 ж. п.; Лютеранская кирха.

ШПАНЬКОВО МАЛОЕ — деревня владельческая при колодцах, число дворов — 2, число жителей: 6 м. п., 9 ж. п.

ШПАНЬКОВО НОВОЕ (ПРЕКЛЕВСКАЯ) — деревня владельческая при колодцах, число дворов — 6, число жителей: 12 м. п., 18 ж. п.

ШПАНЬКОВО СТАРОЕ — деревня владельческая при колодцах, число дворов — 5, число жителей: 12 м. п., 10 ж. п.

ШПАНЬКОВО (НАТАЛЬЕВКА) — деревня владельческая при колодцах, число дворов — 9, число жителей: 33 м. п., 29 ж. п.
(1862 год)

В 1863 году временнообязанные крестьяне деревни Ново-Шпаньково выкупили свои земельные наделы у Е. Э. Трубецкой и стали собственниками земли.
В 1865 году в приходе насчитывалось 3657 человек.
В 1868 году свои земельные наделы у Х. И. Бутковой выкупили временнообязанные крестьяне деревни Шпаньково (Натальевка).
В 1878 году у настоятеля Шпаньковского прихода Юхо Сааринена числилось в пасторате 212 десятин земли и 22 коровы:55.

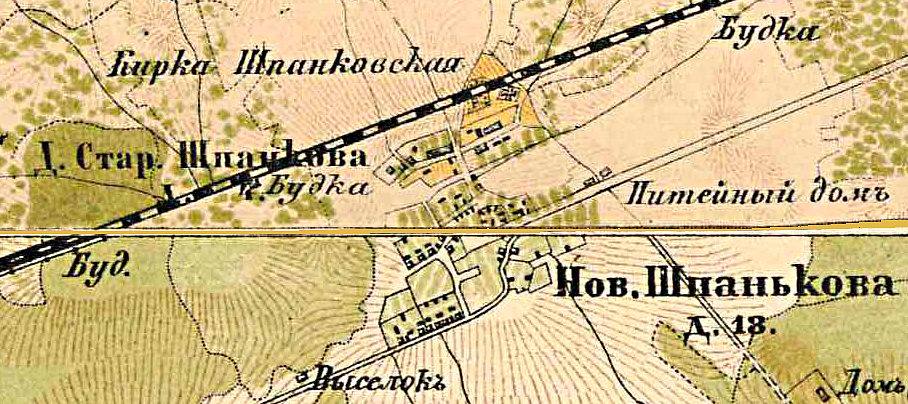
План деревни Шпаньково. 1885 год

К 1885 году Шпаньковых осталось два: Старое Шпаньково, насчитывающее 4 двора и каменную кирху, и Новое Шпаньково состоящее из 18 дворов и кабака.
В 1886 году в деревне открылась первая библиотека.
Согласно материалам по статистике народного хозяйства Петергофского уезда 1887 года мыза Шпаньково площадью 476 десятин принадлежала лифляндскому уроженцу Ф. Е. Брауну, она была приобретена в 1881 году за 20 000 рублей.  Кроме того имение Шпаньково на отписной земле площадью 100 десятин принадлежало дворянину В. В. Вейеру, оно было пожаловано в 1883 году; вторая часть имения площадью 66 десятин принадлежала ревельской гражданке А. А. Ландезен, она была приобретена в 1886 году за 2000 рублей.
В 1889 году в деревне открылась воскресная школа, содержавшаяся на средства прихожан. Обучение в ней чтению, письму и лютеранскому катехизису вёл пастор Ю. Сааринен:73. В деревне прошли детские годы его сына Элиэля, ставшего впоследствии знаменитым финским архитектором и дизайнером, основоположником стиля модерн.
В конце XIX века Шпаньково административно относилось к Губаницкой волости 1-го стана Петергофского уезда Санкт-Петербургской губернии, в начале XX века — 2-го стана. Население деревни было исключительно финским.
По данным «Памятной книжки Санкт-Петербургской губернии» за 1905 год мыза Шпаньково площадью 470 десятин принадлежала рижскому гражданину Фёдору Егоровичу Брауну.
В 1904 году открылась земская школа. Учителем в ней работал С. Мустонен.
В 1913 году Шпаньково насчитывало 14 дворов, Новое Шпаньково — 9, а между ними была деревня Масловская-Шпаково из 10 дворов.
В 1917 году в Шпаньковском приходе насчитывался 3161 человек. С 1917 по 1921 год деревни Большое Шпаньково, Малое Шпаньково и Новое Шпаньково входили в состав Шпаньковского сельсовета Губаницкой волости Петергофского уезда.
В 1920-х годах увеличила своё влияние община баптистов, у неё среди местного населения было несколько тысяч последователей. Председателем Союза евангельских христиан-баптистов Ингрии был проповедник Август Яухиайнен из Шпанькова:64.
С 1923 года в составе Венгисаровской волости Гатчинского уезда.
С 1924 года в составе Елизаветинского сельсовета.
Согласно данным переписи населения СССР 1926 года в деревне Шпаньково Елизаветинского сельсовета Венгисаровской волости Троцкого уезда проживали 257 человек — финны, эстонцы и русские.
С 1927 года в составе Гатчинского района.
В 1928 году население деревни Большое Шпаньково также составляло 257 человек.

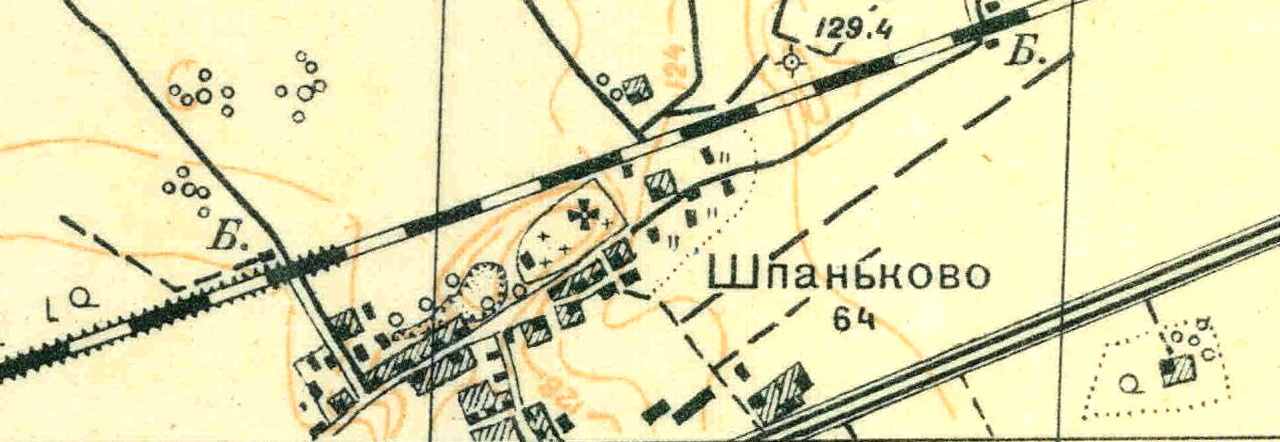
План деревни Шпаньково. 1931 год

Согласно топографической карте 1931 года деревня Шпаньково насчитывала 64 двора.
По данным 1933 года в состав Елизаветинского сельсовета Красногвардейского района входили: деревня Шпаньково, хутор Шпаньково и выселок Шпаньково.
Кирха действовала до сентября 1937 года, а в 1939 году её здание было передано под склад.
С 1 января 1940 года деревни Большое Шпаньково, Малое Шпаньково и Новое Шпаньково, учитываются областными административными данными, как посёлок Шпаньково.
Шпаньково освобождено от немецко-фашистских оккупантов 27 января 1944 года.
В советский период в деревне было построено два четырёхэтажных дома и значительное количество жилых домов меньшей этажности для рабочих совхоза. В основном, они расположены на улице Рыкунова.
В 1958 году население деревни Шпаньково составляло 251 человек.
По данным 1966, 1973 и 1990 годов деревня Шпаньково также входила в состав Елизаветинского сельсовета. По данным 1973 года в деревне Шпаньково располагалась центральная усадьба колхоза «им. XXI съезда КПСС».
В 1997 году в деревне проживали 1177 человек,в 2002 году — 1039 человек (русские — 85%), в 2007 году — 1054.

## География
Деревня расположена в северо-западной части района на автодороге 41А-002 (Гатчина — Ополье) в месте примыкания к ней автодорог 41К-103 (Никольское — Шпаньково) и  41К-506 (Холоповицы — Шпаньково).
Расстояние до административного центра поселения, посёлка Елизаветино — 3 км
Расстояние до ближайшей железнодорожной станции Елизаветино — 4 км.

## Демография
| 1862 | 2007  | 2010  | 2017  |
| ---- | ----- | ----- | ----- |
| 125  | ↗1054 | ↗1098 | ↗1250 |

### Национальный состав
Согласно данным Всероссийской переписи населения 2021 года в деревне проживали 653 человек, из них:
 русские — 506, финны — 5, армяне — 4, белорусы — 2, поляки — 1, украинцы — 1, якуты — 1, другие национальности — 14 человек, остальные национальность не указали.

## Предприятия и организации
Основным предприятием деревни является ЗАО «Нива», специализирующееся на производстве молока (в советское время — совхоз «Нива», на выращивании картофеля).
В деревне есть отделение «Почты России», детский сад, несколько магазинов, кафе, медпункт.
В советское время в деревне были Дом культуры, библиотека и начальная школа, но в начале 1990-х годов они были закрыты.

## Транспорт
По северной границе деревни проходит железная дорога Мга — Ивангород. В конце 1980-х планировалось строительство железнодорожной платформы в Шпаньково, но это не было реализовано. Ближайшая железнодорожная станция — Елизаветино — находится к западу от Шпаньково.
Через деревню проходит автомобильная дорога 41А-002 (Гатчина — Ополье), осуществляется автобусное сообщение пригородными маршрутами:
- № 523 Гатчина — Луйсковицы
- № 523А Гатчина — Яскелево
- № 524 Гатчина — Волосово
- № 526 Гатчина — Глумицы
- № 530 Гатчина — Раболово
- № 539 Гатчина — Шпаньково

## Достопримечательности
В деревне сохранились руины кирхи Святой Марии. Этот храм был построен в 1833 году на месте прежней деревянной церкви. В 1937 году он был закрыт и впоследствии разрушен. Рядом с бывшей кирхой расположено старинное кладбище.
На здании администрации ЗАО «Нива 1» находится мемориальная доска в честь Алексея Рыкунова — погибшего в Чеченской республике солдата из Шпаньково.

## Фото

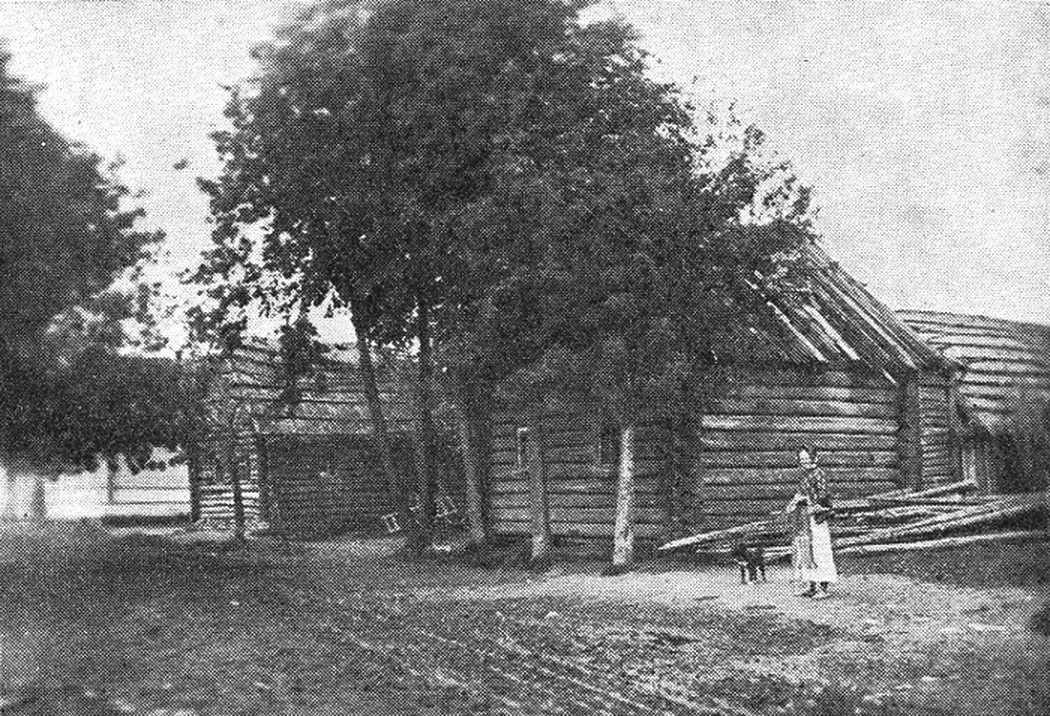
Деревня Шпаньково. 1911 год
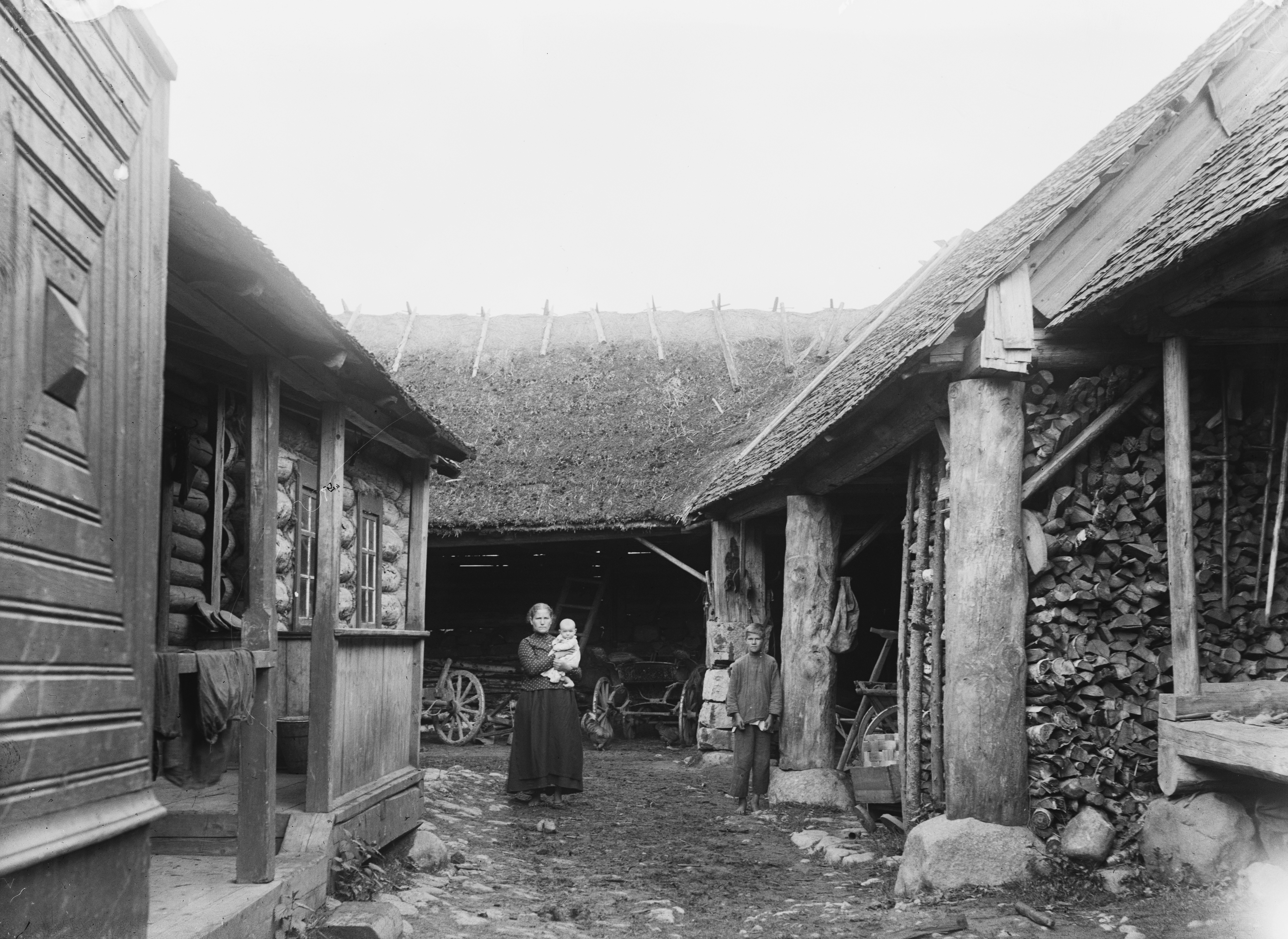
Деревня Шпаньково. 1911 год
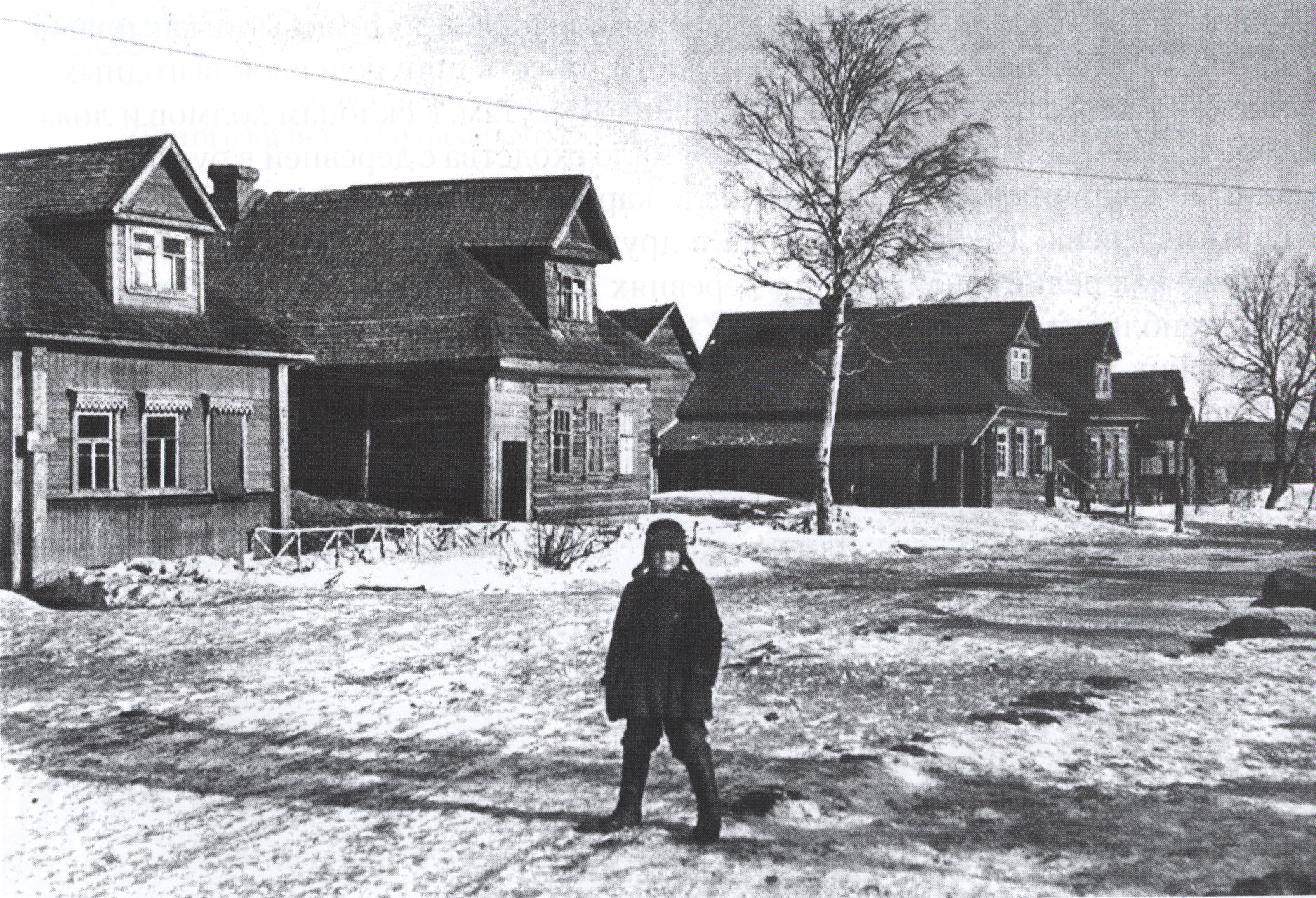
Деревня Шпаньково. 1943 год
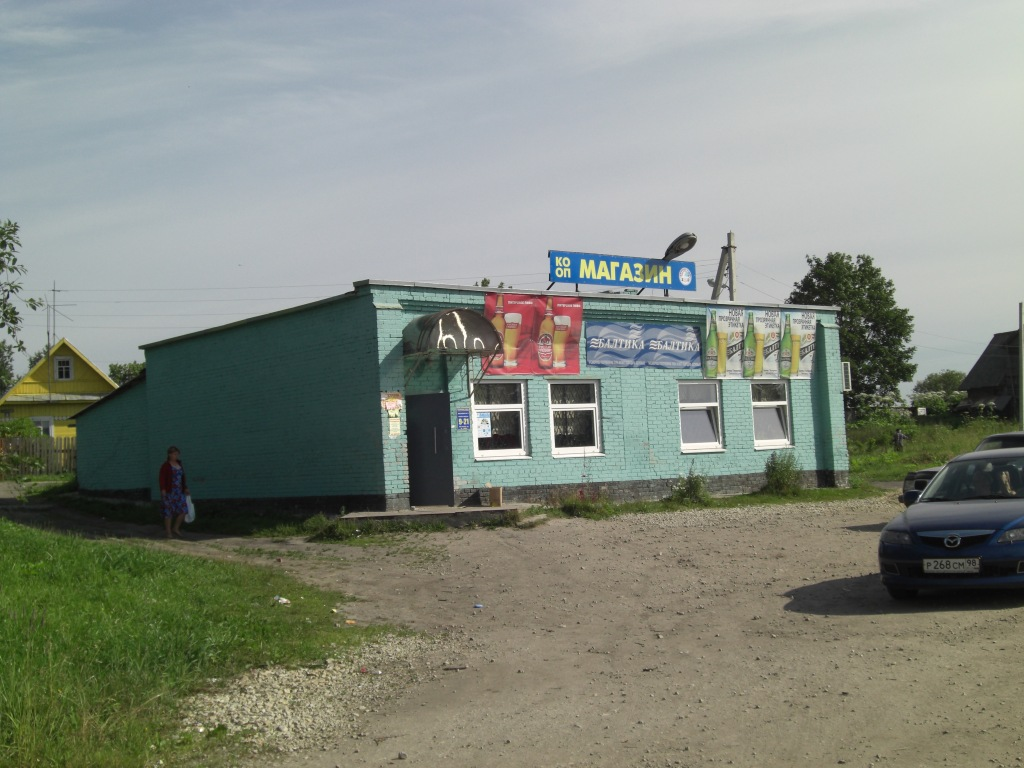
Магазин на Центральной улице. 2008 год
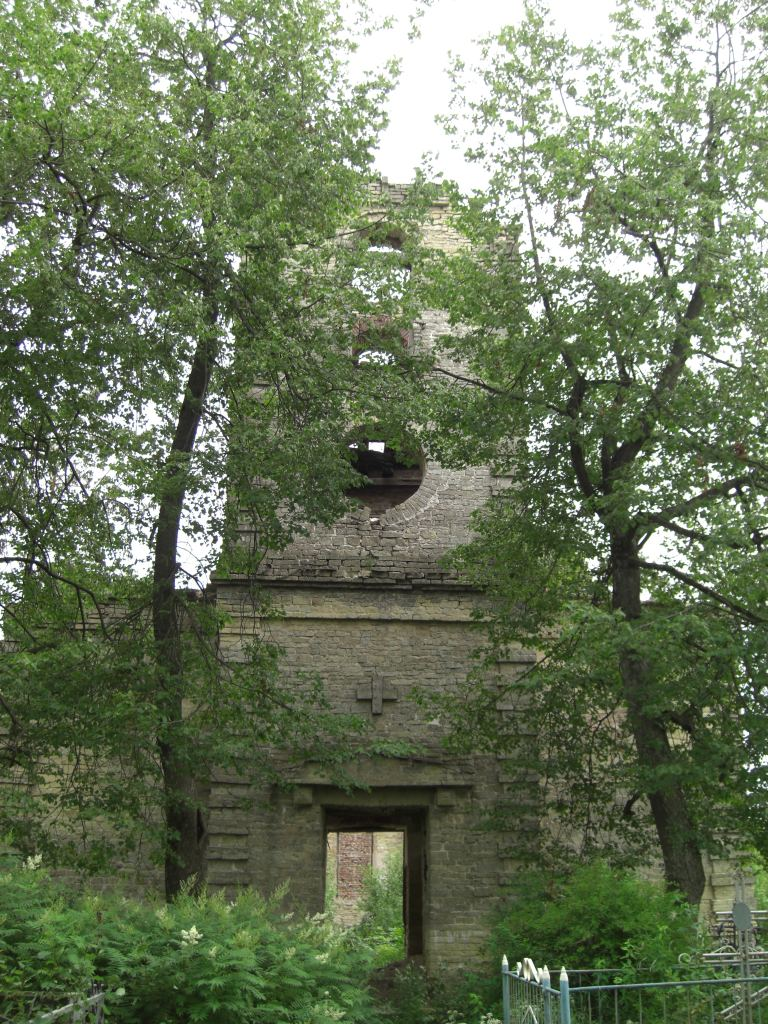
Кирха Святой Марии. 2008 год
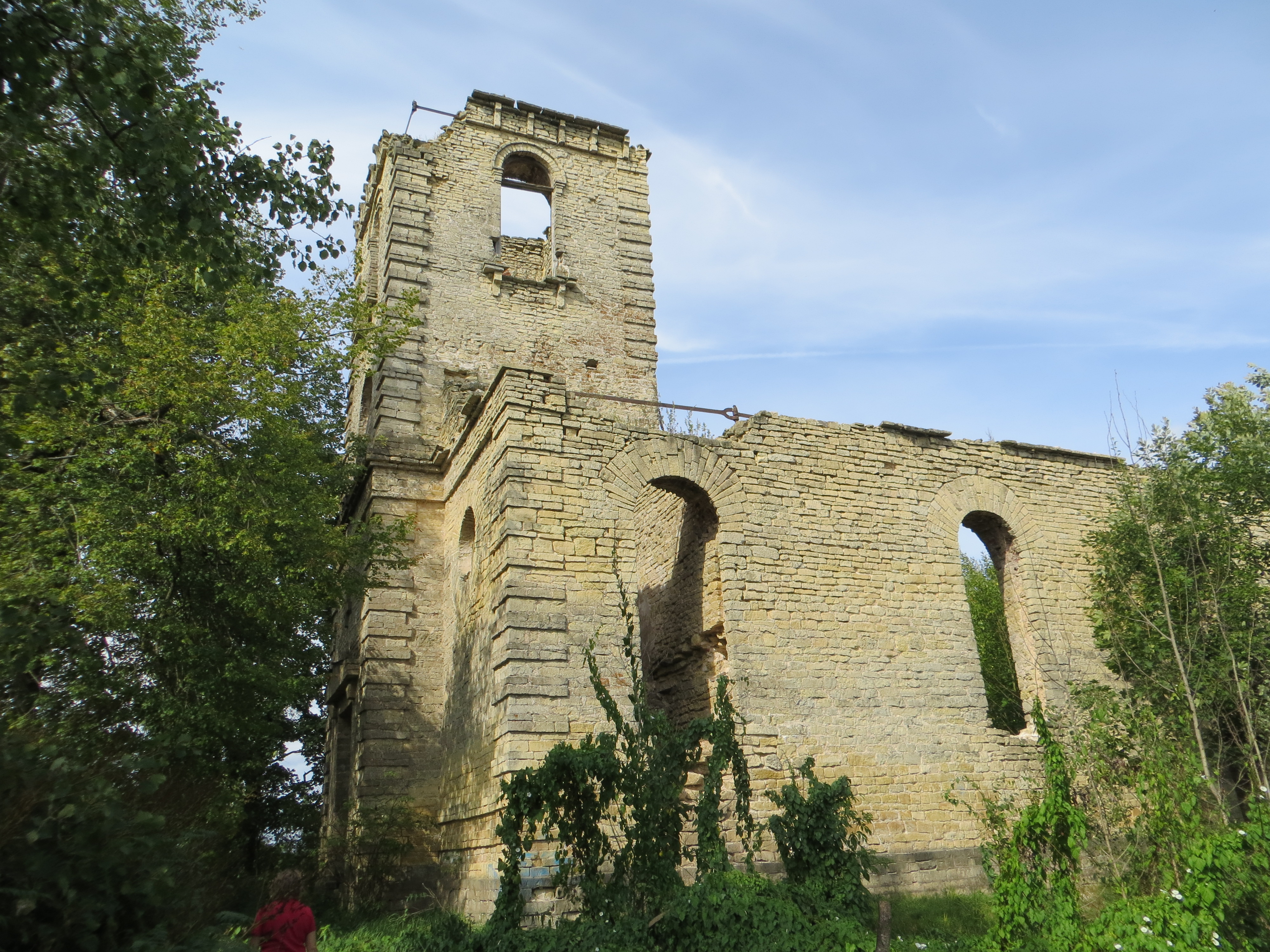
Кирха Святой Марии. 2014 год

## Улицы
Алексея Рыкунова, Гатчинское шоссе, Коммунальная, Коммунальный переулок, Лесная, Молодёжная, Никольское шоссе, Песочная, Центральная.